# عليم (قرية)
قرية عليم هي إحدى القرى التابعة لمركز أبو حماد في محافظة الشرقية في جمهورية مصر العربية. حسب إحصاءات سنة 2006، بلغ إجمالي السكان في عليم 6790 نسمة، منهم 3465 رجل و3325 امرأة.